# Galero

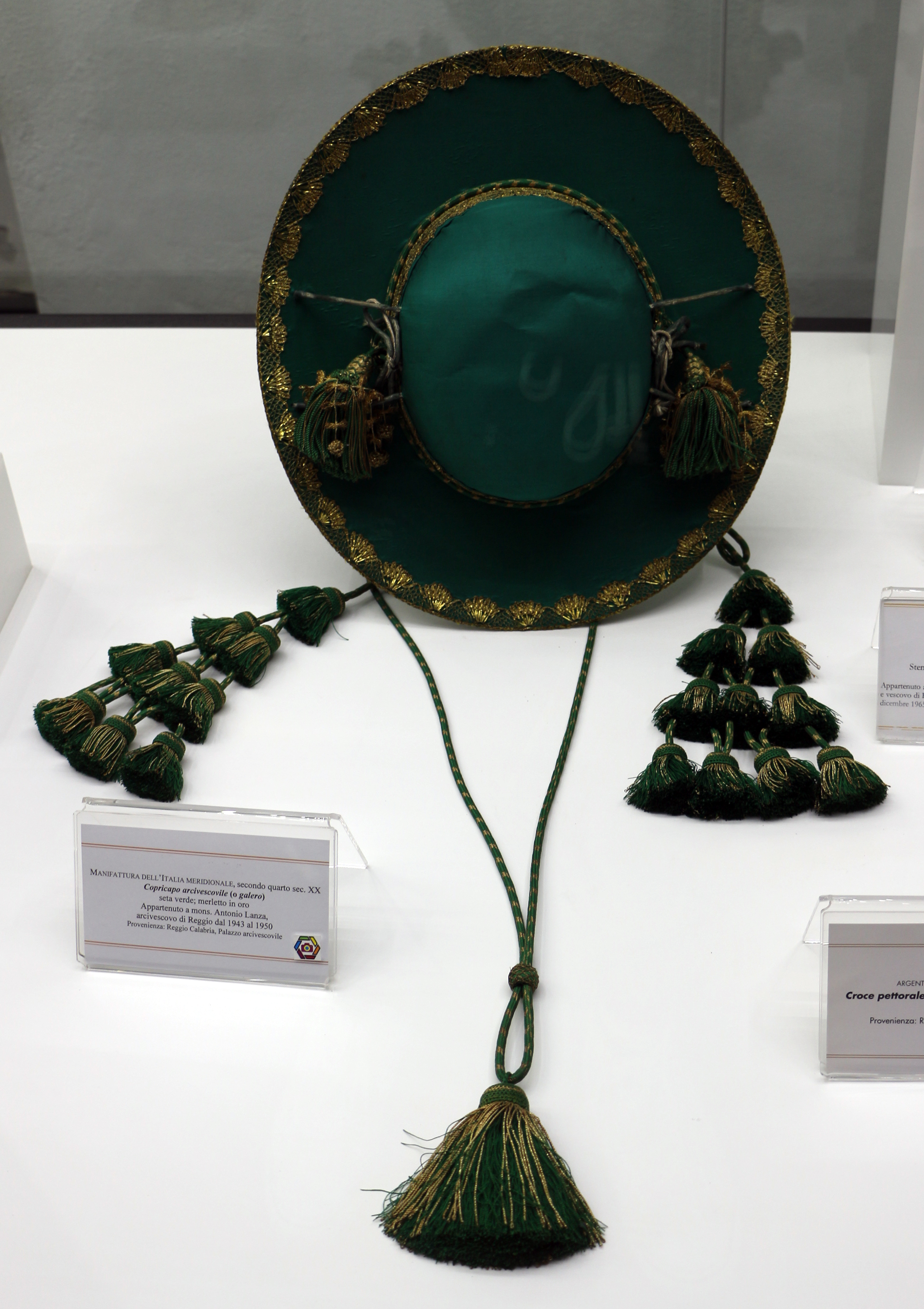
Galero arcivescovile di mons. Antonio Lanza, in seta verde e merletto con filo d'oro

Con il termine galero si intende, nella Chiesa cattolica, un grande cappello prelatizio, da non confondere con il saturno. Esistono due versioni del galero: una versione indossabile, munita di un cordone che funge da soggolo e di un determinato numero di nappe che scendono lateralmente, utilizzata da vescovi, arcivescovi, patriarchi e cardinali; ed una versione non indossabile, esclusivamente cardinalizia, costituita da un cappello a tesa larghissima munito, come accessorio indipendente e staccato, di una fioccatura di nappe.

## Storia

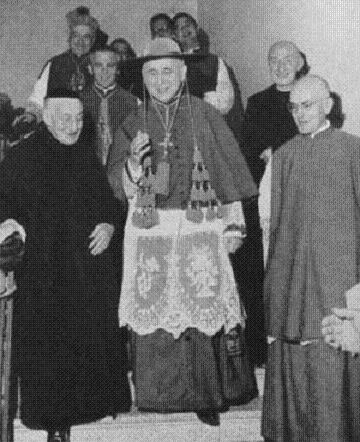
Al centro Giovanni Colombo, arcivescovo di Milano, con il galero arcivescovile (verde con 20 nappe).

Inizialmente il galero era indossato solo dai legati a latere. L'uso del galero venne poi esteso ai cardinali dal papa Innocenzo IV nel 1245 durante il Concilio di Lione I. L'uso venne successivamente esteso anche ai cardinali provenienti da ordini religiosi dal papa Gregorio XIV nel 1591. Col passare del tempo il galero divenne di proporzioni ampie, in particolar modo la falda, mentre la calotta diventò sempre meno profonda.
Esso contraddistingue i prelati in base al loro grado (ad esempio vescovo, arcivescovo…) e mansione (ad esempio abate, cardinale camerlengo…). Il cardinale Jean Cholet usò il proprio galero per incoronare Carlo di Valois a Gerona, nel 1285, nominandolo re di Aragona, e il risultante roi du chapeau ("re del cappello") divenne il soprannome di Carlo.
Il galero è stato reso facoltativo dopo la riforma liturgica di papa Paolo VI e oggi i cardinali che lo desiderano lo acquistano privatamente.

## Galero cardinalizio
Fino a Giovanni XXIII, i cardinali ricevevano il galero dalle mani del pontefice il giorno della loro nomina pubblica. Il concistoro per la nomina dei cardinali, prima del Concilio Vaticano II, si componeva infatti di tre parti: il concistoro segreto, nel quale il papa annunciava ai membri del collegio cardinalizio l'elenco dei nuovi eletti, il concistoro pubblico, nel quale i nuovi cardinali ricevevano dal papa la berretta, e l'imposizione del galero, che poteva avvenire anche qualche tempo dopo il concistoro.
Durante l'imposizione del galero, il papa nominava il cardinale appoggiandogli sulla testa il galero rosso, recitando la frase in latino:
Oggi, durante il concistoro, sulla testa dei nuovi cardinali vengono posti solo lo zucchetto e la berretta. Alcuni cardinali, tuttavia, acquistano privatamente un galero, in modo da mantenere l'antica tradizione di possederne uno.
Il galero cardinalizio è di forma rotonda, piatta, con calotta bassa, a falda larghissima bordata con nastro di seta, tutto di colore rosso, di lana nella parte superiore e di seta nella parte inferiore e nell'interno. Funge da soggolo un cordone doppio di seta, anch'esso rosso, che scende dai lati del galero, i cui due capi terminano uniti, nella parte bassa, con un grosso fiocco frangiato.
Il galero ha, come accessorio staccato, la cosiddetta fioccatura, di seta rossa, composta da ghiande, cannelli e quindici fiocchi sovrapposti, in numero crescente da uno a cinque per ciascuna parte e terminanti in lunghe frange. Il galero si usa con la cappa magna e si pone sulla testa coperta dal cappuccio. Quanto alla fioccatura, essa non si usa mai quando il galero cardinalizio è poggiato sulla testa.
Il galero e la fioccatura, poi, venivano appesi al soffitto della cattedrale di cui il cardinale era titolare. Alla morte del cardinale il galero veniva posto, senza fioccatura, ai piedi del corpo del defunto nella camera ardente. Successivamente, durante il funerale, il galero e la fioccatura erano posti ai piedi della bara. Il galero e la fioccatura venivano poi appesi sopra la tomba del cardinale, e, tradizionalmente, rimanevano lì fino a quando non erano ridotti in polvere, a simboleggiare la caducità della gloria terrena.

## Araldica

Galero in araldica.

Oggi il galero è poco usato come copricapo, ma viene comunque utilizzato negli stemmi araldici dei prelati: sia negli stemmi antichi che in quelli moderni, il galero permette di stabilire il grado di chi lo indossa. Le società araldiche si sono occupate infatti di stabilire minuziosamente la regolamentazione dei galeri, descrizione che si riscontra anche nell'Enciclopedia di Diderot e D'Alambert.
Il galero può essere di vari colori: rosso con 30 nappe (15 per lato) per i cardinali, verde con 30 nappe (15 per lato) per primati e patriarchi, verde con 20 nappe (10 per lato) per gli arcivescovi, verde con 12 nappe (6 per lato) per i vescovi e gli abati mitrati, paonazzo per alcuni prelati, nero con 6 nappe (3 per lato) per i canonici, nero con due nappe (una per parte) per abati, sacerdoti e altri titoli. Vi sono composizioni di colore e numero variabile delle nappe per i "prelati di fiocchetto" (colore paonazzo e 10 fiocchi per lato), per i protonotari apostolici (nero con sei fiocchi per lato), per i canonici ordinari (nero e tre fiocchi per lato), e così via fino ai sacerdoti (nero con un solo fiocco per lato).